# 天主教马洛洛斯教区
天主教马洛洛斯教区（拉丁語：Dioecesis Malolosina）是菲律賓一個羅馬天主教教區，屬天主教马尼拉总教区。教區轄區包括布拉干省以及馬尼拉大都會的巴倫蘇埃拉。
2003年有教友2,467,108人、96個堂區、225名司鐸。1961年11月25日升為教區。
現任教區主教為特尼斯·C·維拉羅霍。